# Вилсон (Пенсилванија)
Вилсон (енгл. Wilson) град је у америчкој савезној држави Пенсилванија.

## Демографија
По попису из 2010. године број становника је 7.896, што је 214 (2,8%) становника више него 2000. године.
| Група             | 2000.         | 2010.         |
| Белци             | 7.007 (91,2%) | 6.150 (77,9%) |
| Афроамериканци    | 141 (1,8%)    | 516 (6,5%)    |
| Азијати           | 120 (1,6%)    | 164 (2,1%)    |
| Хиспаноамериканци | 311 (4,0%)    | 839 (10,6%)   |
| Укупно            | 7.682         | 7.896         |